# Bangladeschische Cricket-Nationalmannschaft in Pakistan in der Saison 2003
Die Tour der bangladeschischen Cricket-Nationalmannschaft nach Pakistan in der Saison 2003 fand vom 20. August bis zum 21. September 2003 statt. Die internationale Cricket-Tour war Bestandteil der Internationalen Cricket-Saison 2003 und umfasste drei Tests und fünf ODIs. Pakistan gewann die Test-Serie 2–0 und die ODI-Serie 5–0.

## Vorgeschichte
Pakistan spielte zuvor eine Tour in England, Bangladesch in Australien.
Das letzte Aufeinandertreffen der beiden Mannschaften bei einer Tour fand in der Saison 2001/02 in Bangladesch statt.

## Stadien
Die folgenden Stadien wurden für die Tour als Austragungsort vorgesehen und am 15. Juli 2003 bekanntgegeben.
| Stadion                    | Stadt      | Kapazität | Spiele          |
| -------------------------- | ---------- | --------- | --------------- |
| Iqbal Stadium              | Faisalabad | 18.000    | 2. ODI          |
| National Stadium           | Karachi    | 34.228    | 1. Test; 5. ODI |
| Gaddafi Stadium            | Lahore     | 60.000    | 3. ODI          |
| Multan Cricket Stadium     | Multan     | 30.000    | 3. Test; 1. ODI |
| Arbab Niaz Stadium         | Peshawar   | 20.000    | 2. Test         |
| Rawalpindi Cricket Stadium | Rawalpindi | 25.000    | 4. ODI          |

## Kaderlisten
Pakistan benannte seinen Test-Kader am 16. August und seinen ODI-Kader am 8. September 2003.
Bangladesch benannte seinen Test-Kader am 17. August 2003.
| Test | Test | ODI | ODI |
| Pakistan | Bangladesch | Pakistan | Bangladesch |
| --- | --- | --- | --- |
| - Rashid Latif (K & wk) - Danish Kaneria - Farhan Adil - Inzamam-ul-Haq - Misbah-ul-Haq - Mohammad Hafeez - Mohammad Yousuf - Salman Butt - Saqlain Mushtaq - Shabbir Ahmed - Shoaib Akhtar - Shoaib Malik - Taufeeq Umar - Umar Gul - Yasir Ali - Yasir Hameed - Younis Khan | - Khaled Mahmud (K) - Alamgir Kabir - Alok Kapali - Habibul Bashar - Hennan Sarkar - Javed Omar - Khaled Mashud (wk) - Mohammad Ashraful - Mohammad Rafique - Rajin Saleh - Sanwar Hossain - Tapash Baisya | - Inzamam-ul-Haq (K) - Abdul Razzaq - Imran Nazir - Junaid Zia - Kamran Akmal (wk) - Mohammad Hafeez - Mohammad Sami - Mohammad Yousuf - Shabbir Ahmed - Shoaib Malik - Umar Gul - Yasir Hameed - Younis Khan | - Khaled Mahmud (K) - Alok Kapali - Habibul Bashar - Hennan Sarkar - Hasibul Hossain - Khaled Mashud (wk) - Mashrafe Mortaza - Mohammad Ashraful - Mohammad Rafique - Mushfiqur Rahman - Rajin Saleh - Sanwar Hossain - Tapash Baisya - Tushar Imran |

## Tests

### Erster Test in Karachi
| 20. – 24. August Scorecard | Karachi | Bangladesch 288 (86.3) & 274 (114.1) | – | Pakistan 346 (117) & 217-3 (70) |
|                            |         | Pakistan gewinnt mit 7 Wickets       |   |                                 |

### Zweiter Test in Peshawar
| 27. – 30. August Scorecard | Peshawar | Bangladesch 361 (137.5) & 96 (33.5) | – | Pakistan 295 (108.1) & 165-1 (47.3) |
|                            |          | Pakistan gewinnt mit 9 Wickets      |   |                                     |

### Dritter Test in Multan
| 3. – 6. September Scorecard | Multan | Bangladesch 281 (99.2) & 154 (46.3) | – | Pakistan 175 (54.4) & 262-9 (91) |
|                             |        | Pakistan gewinnt mit 1 Wicket       |   |                                  |

Bangladesch war lange in einer guten Position, verlor jedoch ein wichtiges Wicket durch einen umstrittenen Fang des pakistanischen Kapitäns Rashid Latif. Dieser ließ den Ball fallen, behauptete jedoch das der Fang korrekt verlief. Als Fernsehbilder das Gegenteil belegten wurde er für die ODI-Serie gesperrt und spielte keine weiteren Tests mehr für Pakistan.
Im Jahr 2009 bestätigte Latif pakistanischen Medien, dass er bewusst eine Falschaussage getätigt habe.

## One-Day Internationals

### Erstes ODI in Multan
| 9. September Scorecard | Multan | Pakistan 323-3 (50)           | – | Bangladesch 186 (43.2) |
|                        |        | Pakistan gewinnt mit 137 Runs |   |                        |

### Zweites ODI in Faisalabad
| 12. September Scorecard | Faisalabad | Pakistan 243-8 (50)          | – | Bangladesch 169 (42.1) |
|                         |            | Pakistan gewinnt mit 74 Runs |   |                        |

### Drittes ODI in Lahore
| 15. September Scorecard | Lahore | Pakistan 257-9 (50)            | – | Bangladesch 226-5 (49.5) |
|                         |        | Pakistan gewinnt mit 5 Wickets |   |                          |

### Viertes ODI in Rawalpindi
| 18. September Scorecard | Rawalpindi | Bangladesch 222-8 (50)         | – | Pakistan 226-5 (49.5) |
|                         |            | Pakistan gewinnt mit 5 Wickets |   |                       |

### Fünftes ODI in Karachi
| 21. September Scorecard | Karachi | Pakistan 302-5 (50)          | – | Bangladesch 244-7 (50) |
|                         |         | Pakistan gewinnt mit 58 Runs |   |                        |

## Statistiken
Die folgenden Cricketstatistiken wurden bei dieser Tour erzielt.
| Tests            | Tests       | Tests   | Tests   | Tests   | Tests   | Tests   | Tests   | Tests   |
| Batting          | Batting     | Batting | Batting | Batting | Batting | Batting | Batting | Batting |
| Spieler          | Mannschaft  | Spiele  | Innings | Runs    | Average | HS      | 100s    | 50s     |
| ---------------- | ----------- | ------- | ------- | ------- | ------- | ------- | ------- | ------- |
| Habibul Bashar   | Bangladesch | 3       | 6       | 379     | 63,16   | 108     | 1       | 3       |
| Yasir Hameed     | Pakistan    | 3       | 6       | 373     | 74,60   | 170     | 2       | 0       |
| Inzamam-ul-Haq   | Pakistan    | 3       | 5       | 226     | 75,33   | 138*    | 1       | 0       |
| Mohammad Hafeez  | Pakistan    | 3       | 6       | 214     | 42,80   | 102*    | 1       | 1       |
| Javed Omar       | Bangladesch | 3       | 6       | 187     | 31,16   | 119     | 1       | 0       |
| Bowling          |             |         |         |         |         |         |         |         |
| Spieler          | Mannschaft  | Spiele  | Overs   | Wickets | Average | BBI     | 5W      | 10W     |
| Shabbir Ahmed    | Pakistan    | 3       | 119     | 17      | 20,05   | 5/48    | 1       | 0       |
| Mohammad Rafique | Bangladesch | 3       | 162.4   | 17      | 23,82   | 5/36    | 2       | 0       |
| Umar Gul         | Pakistan    | 3       | 117.5   | 15      | 25,00   | 4/58    | 0       | 0       |
| Shoaib Akhtar    | Pakistan    | 2       | 77.5    | 13      | 15,00   | 6/50    | 1       | 1       |
| Khaled Mahmud    | Bangladesch | 3       | 99      | 11      | 23,36   | 4/37    | 0       | 0       |

| ODIs             | ODIs        | ODIs    | ODIs    | ODIs    | ODIs    | ODIs    | ODIs    | ODIs    |
| Batting          | Batting     | Batting | Batting | Batting | Batting | Batting | Batting | Batting |
| Spieler          | Mannschaft  | Spiele  | Innings | Runs    | Average | HS      | 100s    | 50s     |
| ---------------- | ----------- | ------- | ------- | ------- | ------- | ------- | ------- | ------- |
| Yousuf Youhana   | Pakistan    | 5       | 5       | 366     | 91,50   | 106     | 1       | 3       |
| Yasir Hameed     | Pakistan    | 4       | 4       | 253     | 63,25   | 116     | 1       | 1       |
| Inzamam-ul-Haq   | Pakistan    | 5       | 5       | 238     | 119,00  | 64*     | 0       | 3       |
| Rajin Saleh      | Bangladesch | 5       | 5       | 211     | 42,20   | 71      | 0       | 2       |
| Alok Kapali      | Bangladesch | 5       | 5       | 205     | 41,00   | 69      | 0       | 2       |
| Bowling          |             |         |         |         |         |         |         |         |
| Spieler          | Mannschaft  | Spiele  | Overs   | Wickets | Average | BBI     | 5W      | 10W     |
| Umar Gul         | Pakistan    | 5       | 44      | 11      | 16,18   | 5/17    | 1       | 0       |
| Abdul Razzaq     | Pakistan    | 5       | 33      | 7       | 19,71   | 3/32    | 0       | 0       |
| Tapash Baisya    | Bangladesch | 3       | 25.5    | 6       | 24,16   | 4/56    | 0       | 0       |
| Mohammad Rafique | Bangladesch | 5       | 50      | 6       | 40,00   | 2/34    | 0       | 0       |
| Mohammad Hafeez  | Pakistan    | 5       | 30.2    | 5       | 31,00   | 3/17    | 0       | 0       |

## Player of the Match
Als Player of the Match wurden die folgenden Spieler ausgezeichnet.
| Spiel   | Player of the Match |
| ------- | ------------------- |
| 1. Test | Yasir Hameed        |
| 2. Test | Shoaib Akhtar       |
| 3. Test | Inzamam-ul-Haq      |
| 1. ODI  | Yasir Hameed        |
| 2. ODI  | Yousuf Youhana      |
| 3. ODI  | Umar Gul            |
| 4. ODI  | Yousuf Youhana      |
| 5. ODI  | Yasir Hameed        |